# دولت‌گرایی شووا
دولت‌گرایی شووا (به ژاپنی: 国家主義, Kokka Shugi) یک تلفیق سیاسی در ایدئولوژی سیاست‌های راست تندرو امپراتوری ژاپن بود که پس از اصلاحات میجی توسعه یافت. گاهی از آن به عنوان ناسیونالیسم شووا یا فاشیسم ژاپنی نیز یاد می‌شود.
این جنبش در بخش اول دوره شووا و سلطنت امپراتور هیروهیتو بر سیاست ژاپن سلطه داشت. دولت‌گرایی شووا آمیزه‌ای از ایده‌هایی مانند فوق ملی‌گرایی ژاپنی، نظامی‌گری  ژاپن، فاشیسم و سرمایه‌داری دولتی بود که توسط تعدادی از فیلسوفان سیاسی و متفکران معاصر ژاپن ارائه شد.